# 哈羅德·B·庫恩
哈羅德·巴恩斯·庫恩（英語：Harold Barnes Kuhn，1911年8月21日—1994年8月15日）是一名美國宗教哲學。作為阿斯伯里神學院的教員，他創辦了《Asbury Seminarian》，並在1946年至1978年期間編輯該雜誌。1955年，他曾擔任福音神學協會的主席。

## 早年生活和教育
庫恩於1911年8月21日出生在堪薩斯州貝爾維爾。他是俄亥俄州年會的成員，屬於聖潔貴格會。庫恩於1934年畢業於克利夫蘭聖經學院（現在的馬龍大學），隨後在約翰·弗萊徹學院（現在的文納德學院）獲得學士學位，並於1944年在哈佛神學院獲得博士學位。

## 學術生涯
庫恩於1944年至1982年在阿斯伯里神學院任教，擔任了18年的聖經研究部主席。